# 拉佛斯滨河路
拉佛斯滨河路（Quai de la Fosse）位于法国南特卢瓦尔河河畔。与菲多岛一样，该处至今仍保持着十八世纪的许多豪宅。
南特赦令签名的地址已经毁于第二次世界大战的轰炸。
该滨河路建于十八世纪中叶，当时南特跨大西洋贸易极为繁荣，包括香料，糖，咖啡，棉花，烟草和可可，特别是奴隶贸易，成为欧洲最大的港口，海上交通大多集中在拉佛斯滨河路。许多酒吧和妓院集中于此。
拉佛斯滨河路得名于此处的古墓。但常被南特讽刺地称作“臀部滨河路”（quai de la fesse），因为当时有大量的妓女在港口活动。
这条街上有三座建筑被列为法国历史古迹：

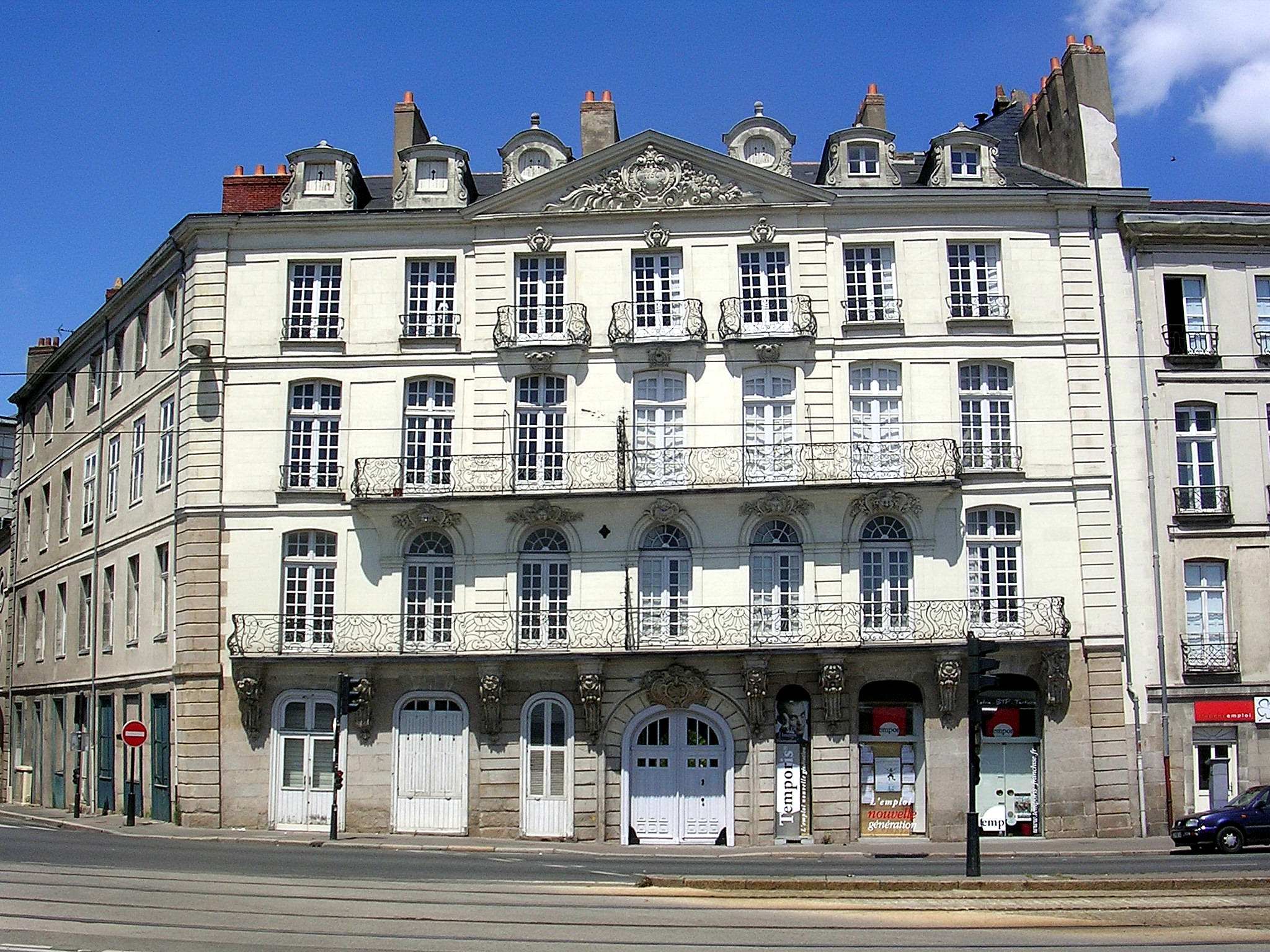
拉佛斯滨河路86号
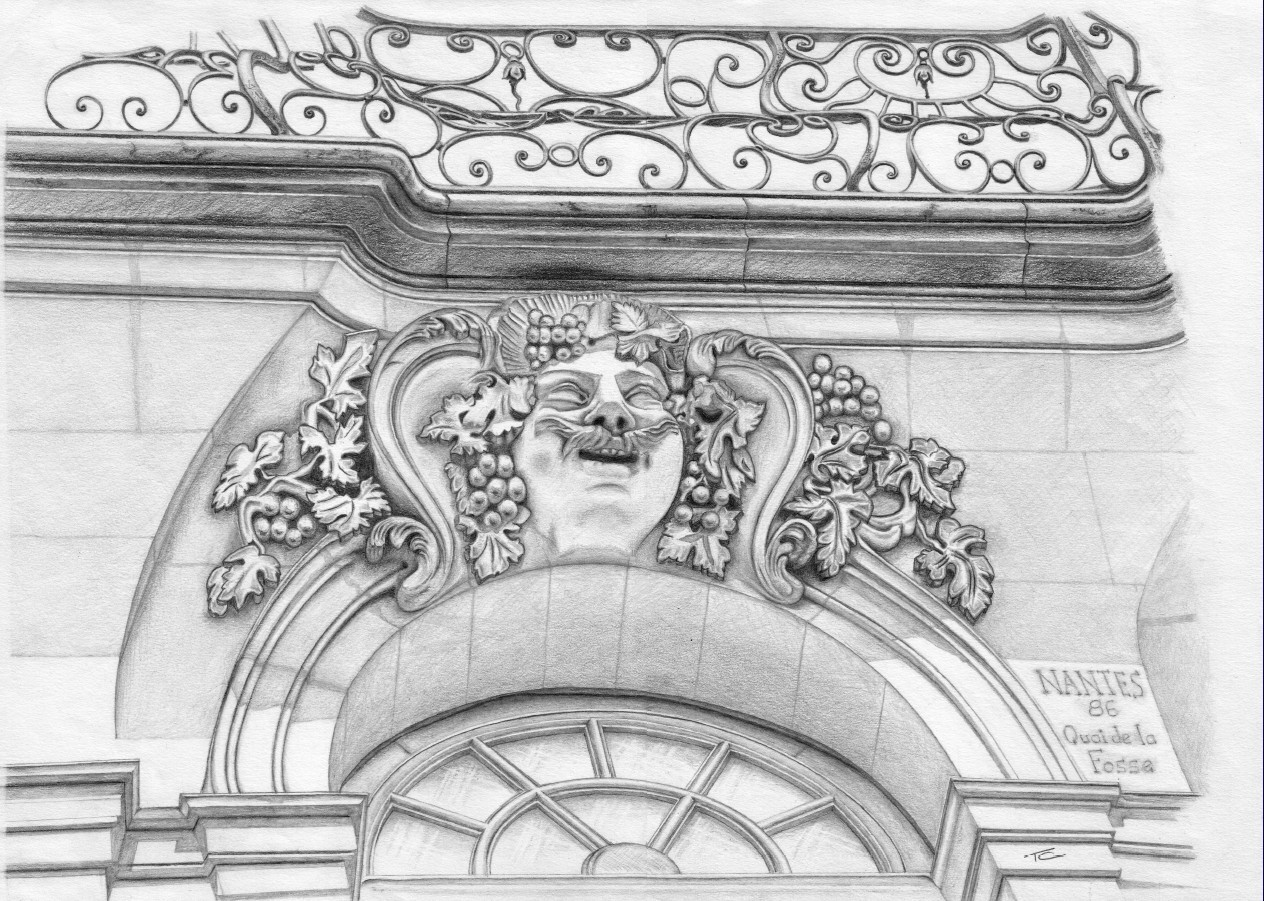
86号细部
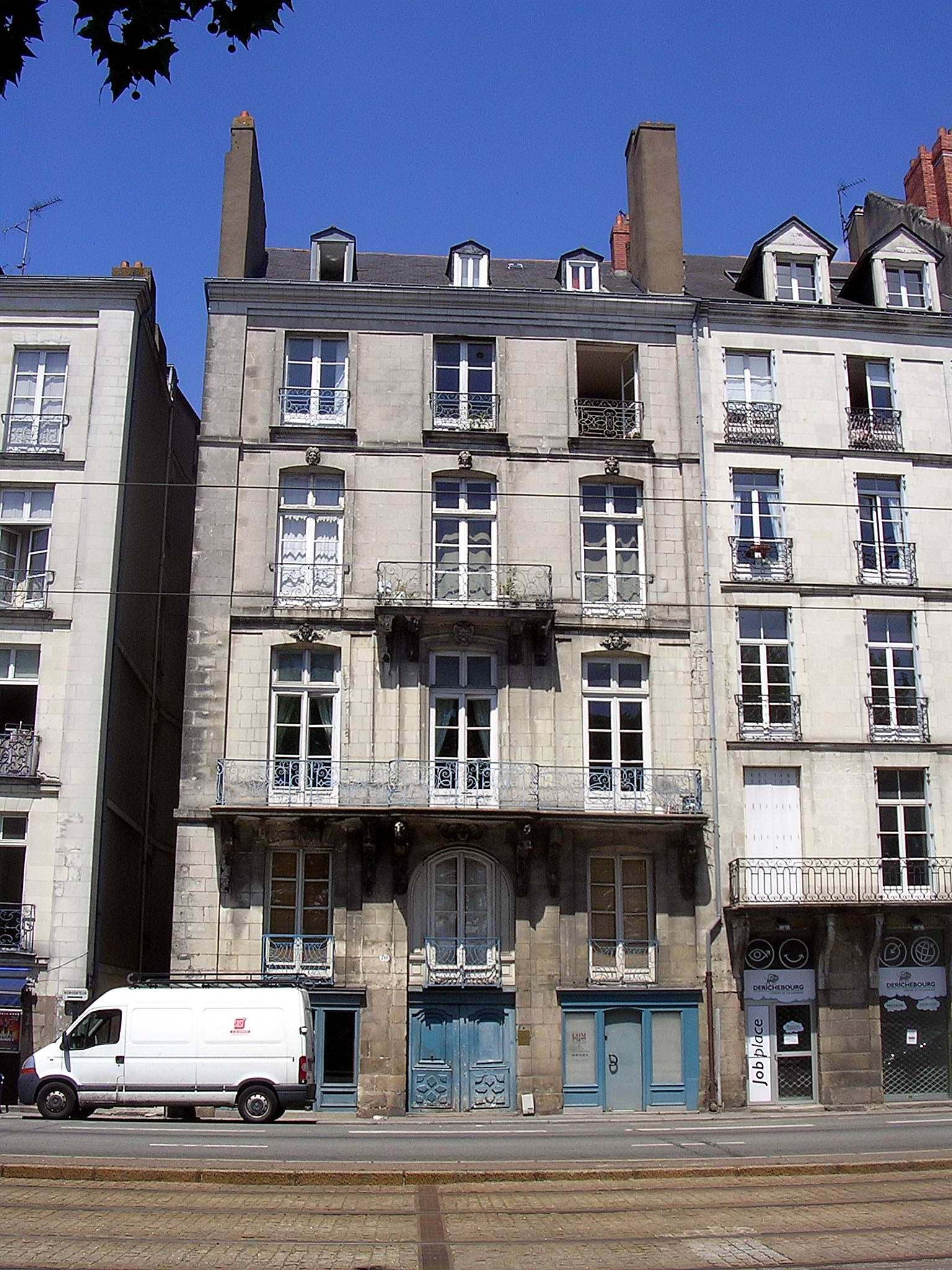
拉佛斯滨河路70号
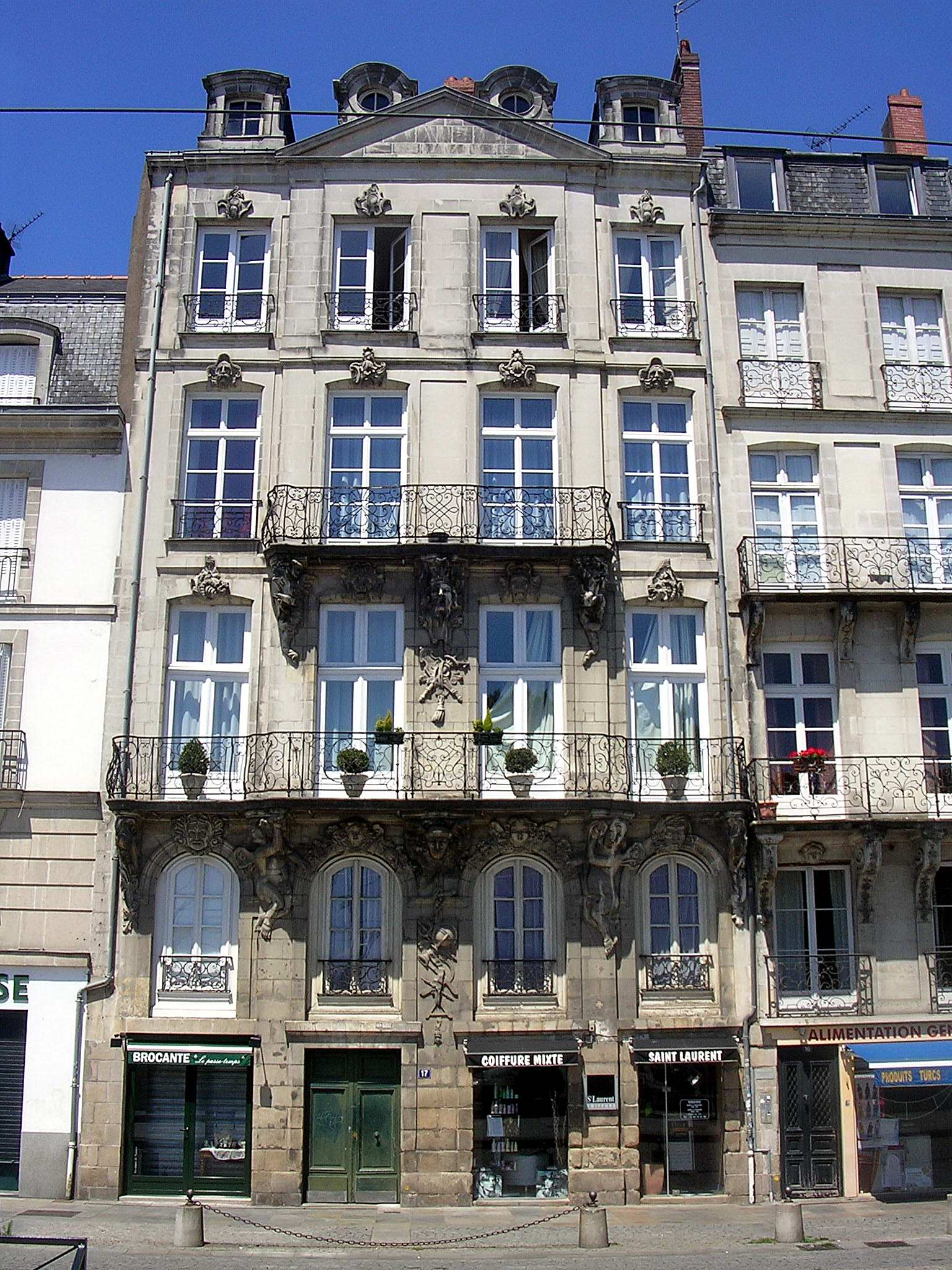
拉佛斯滨河路17号
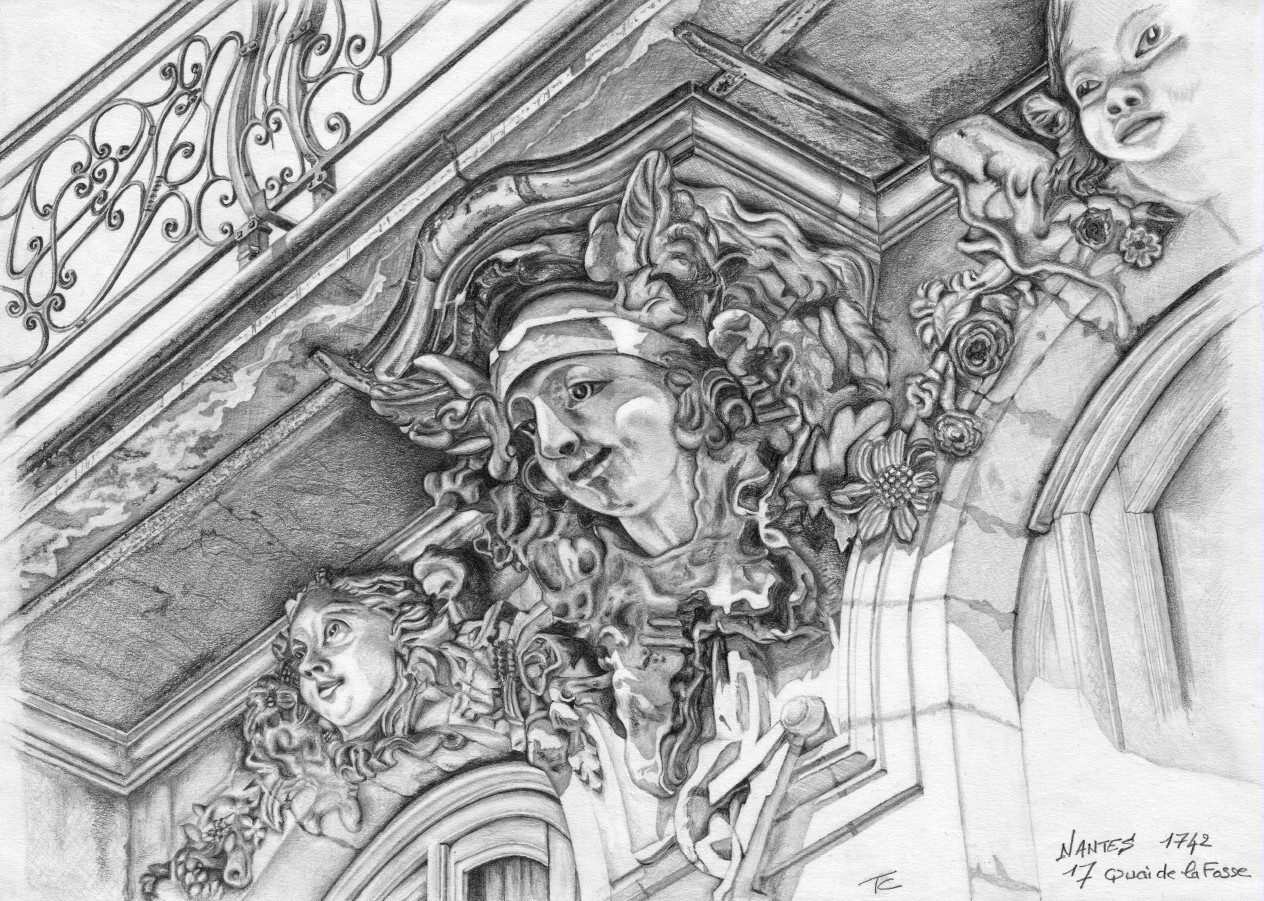
17号细部